# IMG Soccer Academy
La IMG Soccer Academy è l'accademia calcistica delle IMG Academies, situate a Bradenton, in Florida.
La IMG Soccer Academy, attiva dal 1999, ospita calciatori professionisti già affermati o aspiranti tali, dando loro la possibilità di seguire allenamenti e lezioni professionali di tecnica e tattica. Il progetto rientra nell'ambito dello sviluppo del calcio negli Stati Uniti voluto dalla U.S. Soccer Federation, che riconosce ufficialmente il residency program (programma di residenza) nell'accademia allo scopo di formare i giovani talenti.
Il programma, rivolto sia a ragazzi che a ragazze, comprende tutte le selezioni giovanili tra l2 Under-13 e le Under-19 .

## Calciatori formatisi nell'accademia
- Freddy Adu
- Nelson Akwari
- Kevin Alston
- Jozy Altidore
- Anthony Ampaipitakwong
- Bernardo Añor
- Corey Ashe
- Eric Avila
- DaMarcus Beasley
- Kyle Beckerman
- Michael Bradley
- Carlos Borja
- Jonathan Bornstein
- Scott Caldwell
- Bobby Convey
- Steve Cronin
- Landon Donovan
- Gabriel Farfán
- Michael Farfán
- Eddie Gaven
- Luis Gil
- Joseph-Claude Gyau
- Omar Gonzalez
- Happy Hall
- Jeremy Hall
- Michael Harrington
- Jordan Harvey
- Cameron Hepple
- Christian Ibeagha
- Amaechi Igwe
- Jared Jeffrey
- Aron Jóhannsson
- Eddie Johnson
- Quavas Kirk
- Perry Kitchen
- Josh Lambo
- Eric Lichaj
- Andre Manders
- Mike Magee
- Justin Mapp
- Perica Marošević
- Zac MacMath
- Jack McInerney
- Nick Millington
- Kyle Nakazawa
- Oguchi Onyewu
- Heath Pearce
- Brian Perk
- Jacob Peterson
- Robbie Rogers
- Santino Quaranta
- Marco Rodríguez
- Soony Saad
- Kofi Sarkodie
- Jordan Seabrook
- Brek Shea
- Brian Span
- Jonathan Spector
- Eugene Starikov
- Michael Stephens
- Neven Subotić
- Danny Szetela
- Ryan Thompson
- Sébastien Thurière
- Indiana Vassilev
- Marco Vélez
- Anthony Wallace
- Jared Watts
- Sheanon Williams
- Eriq Zavaleta
- Preston Zimmerman